# Matthäus Schneider

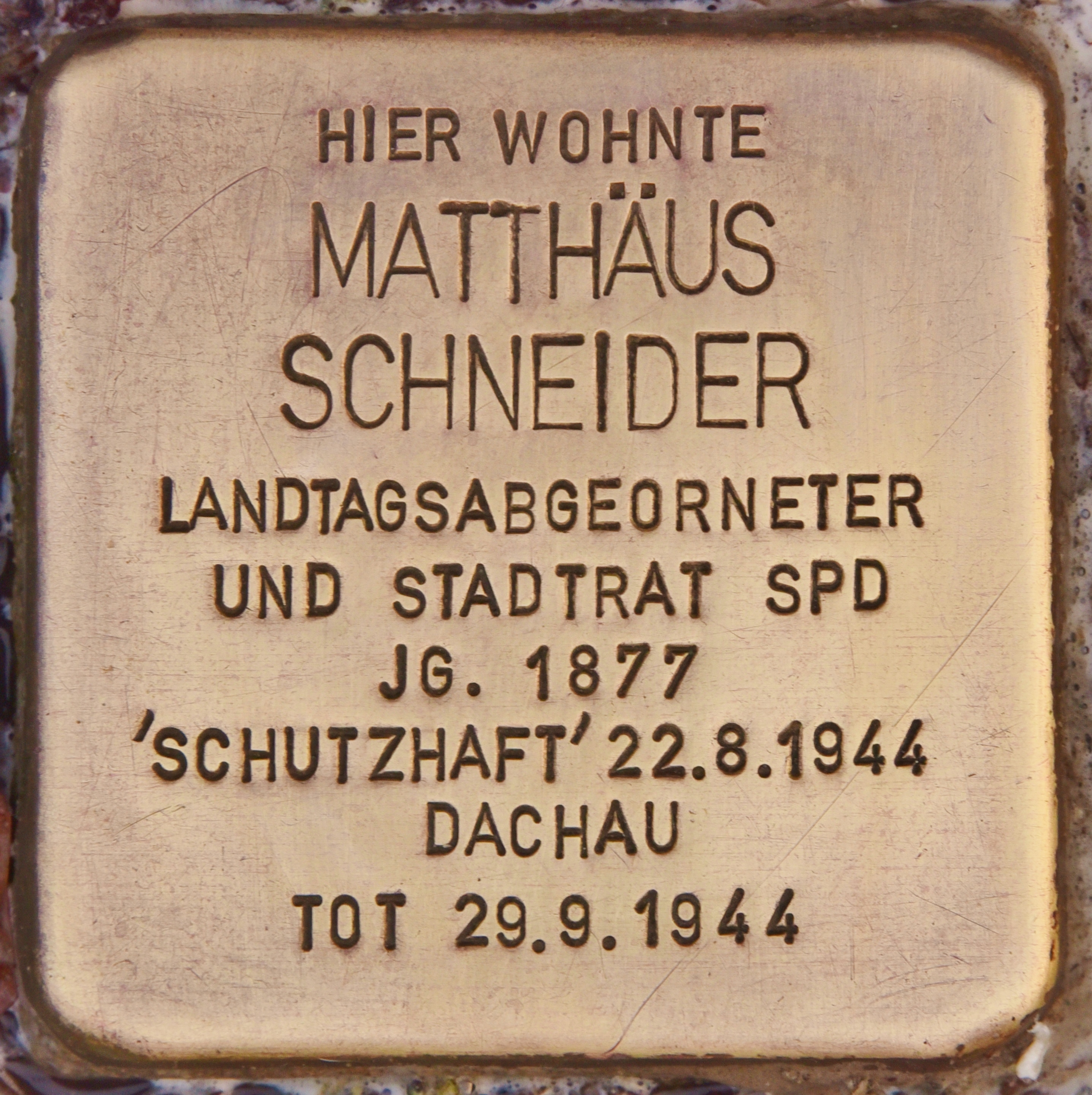
Stolperstein in Kulmbach

Matthäus Schneider (15. November 1877 in Kasendorf – 29. September 1944 im KZ Dachau) war ein deutscher Brauereiarbeiter und Politiker (SPD). Er war Abgeordneter des Bayerischen Landtags.

## Leben
Matthäus Schneider war der Sohn eines Tagelöhners. Er besuchte die Volksschule in seinem Heimatdorf und war von seinem 14. bis 20. Lebensjahr Dienstknecht in der Landwirtschaft. 1897 wurde er Brauereiarbeiter in der Brauerei Pertsch in Kulmbach. Er schloss sich im Jahr 1900 der Gewerkschaftsbewegung an. 1908 wurde er Vorsitzender des Aufsichtsrats des Konsumvereins Kulmbach, 1910 Vorsitzender der SPD von Kulmbach und Vorsitzender des Gewerkschaftskartells. Im Jahr 1911 wurde er als Geschäftsführer des Brauerei- und Mühlenarbeiterverbands von Kulmbach bestellt, eine Funktion, die er bis 1933 innehatte.
Ab 1911 engagierte er sich auch in der Kulmbacher Kommunalpolitik, zuerst im Gemeindekollegium, dann im Stadtmagistrat und ab 1919 als Stadtrat. In den Tagen des Umsturzes von Monarchie zur Demokratie stand er an der Spitze des örtlichen Arbeiter-, Bauern- und Soldatenrates. Durch dessen besonnene Art wurde eine Radikalisierung verhindert, die Versorgung gesichert und der Friede in der Stadt erhalten. Vom 12. Januar 1919 bis zum 6. Juni 1920 war er Mitglied des Bayerischen Landtags. Von 1920 bis 1933 fungierte er als Geschäftsführer des Kopfblatts der Fränkischen Volkstribüne, einer Bayreuther SPD-Zeitung.
Nach der Machtergreifung der NSDAP verlor er seine Funktionen in der Gewerkschaft, der Zeitung und der Lokalpolitik. Im März 1933 wurde er verhaftet und war mehrere Monate lang in sogenannter „Schutzhaft“ in Kulmbach interniert. Nach seiner Entlassung folgte ein Jahr unter Hausarrest. Im August 1944 wurde er im Rahmen der Aktion Gitter erneut verhaftet und saß zunächst in Bayreuth ein. Am 30. August 1944 wurde er in das KZ Dachau überstellt, wo er einen Monat später starb. Wie er zu Tode kam, ist nicht bekannt.

## Gedenken
- In Kulmbach ist seit Mai 1945 eine Straße nach ihm benannt, die Matthäus-Schneider-Straße. Die Straße trug zuvor den Namen von zwei SA-Männern.[2]
- Ein Stolperstein wurde für ihn im November 2012 in Kulmbach verlegt.